# لیلا اربیل
لیلا اربیل (ترکی استانبولی: Leylâ Erbil متولد (۱۲ ژانویه ۱۹۳۱، استانبول -۱۹ ژوئیه ۲۰۱۳، استانبول) یکی از 
نویسندگان برجسته زن معاصر ترکیه، نویسنده شش رمان، سه مجموعه داستان کوتاه و یک کتاب مقاله بود. وی اولین نویسنده زن ترک بود که نامزد دریافت جایزه نوبل ادبیات شد. اربیل یکی از بنیانگذاران اتحادیه هنرمندان ترکیه و سندیکای نویسندگان ترکیه بود.

## زندگی شخصی
او فرزند دوم خانواده‌ای با سه فرزند بود و در استانبول ترکیه متولد شد. وی در مدرسه دخترانه کادیکوی و در رشته زبان و ادبیات انگلیسی در دانشگاه استانبول تحصیل کرد. وی پس از سال اول دانشگاه در سال ۱۹۵۱ با شوهر اول خود، آیتک چای ازدواج کرد. این ازدواج که مدت زیادی طول نکشید، باعث شد اربیل از تحصیل خود دست بکشد. او اندکی پس از طلاق به دانشگاه بازگشت. وی در سال ۱۹۵۳ در حالی که به عنوان منشی و مترجم در شرکت هواپیمایی اسکاندیناوی مشغول کار بود، با همسر دوم خود، مهمت اربیل آشنا شد. آنها پس از چند ماه ازدواج کردند و او بعد از آن تحصیلات خود را از سر نگرفت. این زوج به ازمیر نقل مکان کردند، جایی که در سال ۱۹۶۰ لیلا اربیل تنها دخترش، فاتوش اربیل-پینار را به دنیا آورد. او بعدها برای زندگی در استانبول بازگشت.
اربیل در سال ۲۰۰۵ تشخیص هیستوسیتوز سلول لانگرهانس گرفت و به مدت هشت سال با بیماری خود مبارزه کرد. در سال ۲۰۱۳ در ۸۲ سالگی درگذشت.

## حرفه ادبی
او در حالی که به عنوان دبیر و مترجم کار می‌کرد شروع به نوشتن داستان کرد. اولین شعر او در سال ۱۹۴۵ منتشر شد، اما او به خاطر داستانهایش معروف است که از دهه۱۹۵۰ در مجلات مختلف چاپ شدند. داستانهای او معمولاً بر اساس تعارضات عاطفی و جامعه‌شناختی افراد و جامعه است. خواه یک داستان عاشقانه باشد یا داستان یک خانواده یا دربارهٔ تحولات سیاسی و اجتماعی جامعه، او معمولاً حالت‌ها و موقعیت‌های متناقضی را ارائه می‌دهد.
اولین داستان او Hallaç (حلاج) در سال ۱۹۶۱ منتشر شد. اولین رمان او Garip bir Kadın (زنی عجیب) که در سال ۱۹۷۱ منتشر شد، به یک شاهکار تبدیل شد. این رمان از آن جا که برای اولین بار در ادبیات ترکیه موضوعاتی مانند بکارت، زنا با محارم و آزار جنسی را مطر ح می‌کرد رمانی پیشگام بود. یک زن غریب در زمانی منتشر شد که واژه فمینیسم هنوز وارد واژگان و طرز فکر ترکی نشده بود. از این رو فمینیست‌ها این رمان را اولین در نوع خودش می‌دانند. لیلا اربیل با سبک متمایزی که در این رمان ایجاد کرد، پیشرفت مهمی در ادبیات ترکیه ایجاد کرد و زمینه را برای دیگران فراهم کرد.
آثار وی به زبان‌های انگلیسی، فرانسوی و آلمانی ترجمه شده‌ است.